# Elezioni parlamentari in Turchia del 1935
Le elezioni parlamentari in Turchia del 1935 si tennero l'8 febbraio per il rinnovo della Grande Assemblea Nazionale Turca. 
Nel 1934, una modifica della legge elettorale aveva riconosciuto alle donne l'elettorato attivo e passivo e aveva portato da 18 a 22 anni l'età per l'esercizio del diritto di voto.